# Пископо, Эдоардо
Эдоардо Пископо (итал. Edoardo Piscopo, родился 4 февраля 1988 года) итальянский автогонщик.

## Карьера

### Картинг
- 2005 : четвёртое место в Европейском чемпионате ICA
- 2002 : 27-е место в Italian Open Masters ICA Junior

### Формулы
Он финишировал пятым в 2007 в Формула-3 Мастерс.
Он присоединился к команде Италии в гонках А1 для участия в серии А1 Гран-при в сезоне 2007-08.
Пископо стал последним пилотом кто подписал контракт на выступление в первом сезоне ФИА Формулы-2 и он гоняется на болиде под номером 16.

## Результаты выступлений

### Гоночная карьера
| Сезон   | Серия                      | Команда               | Гонки | Победы | Поулы | БК | Очки | Поз.   |
| ------- | -------------------------- | --------------------- | ----- | ------ | ----- | -- | ---- | ------ |
| 2009    | ФИА Формула-2              | MotorSport Vision     | 9     | 0      | 0     | 0  | 18*  | 10*    |
| 2008–09 | А1 Гран-при                | Италия                | 8     | 0      | 0     | 0  | 17   | 16 (1) |
| 2008    | Итальянская Формула-3      | Arco/Team Ghinzani    | 16    | 7      | 8     | 7  | 127  | 2      |
| 2008    | Евросерия 3000             | Sighinolfi Autoracing | 2     | 0      | 0     | 0  | 10   | 14     |
| 2008    | Испанская Формула-3        | Escuderia Bengala     | 2     | 0      | 0     | 0  | 0    | 34     |
| 2007–08 | А1 Гран-при                | Италия                | 14    | 0      | 0     | 0  | 8    | 18 (1) |
| 2007    | Евросерия Формулы-3        | Mücke Motorsport      | 20    | 0      | 0     | 0  | 8    | 15     |
| 2007    | Toyota Racing Series       | Mark Petch Motorsport | 5     | 0      | 0     | 0  | 78   | 25     |
| 2006    | Еврокубок Формулы-Рено 2.0 | Cram Competition      | 14    | 0      | 0     | 1  | 34   | 10     |
| 2006    | Формула-Рено 2.0 Италия    | Cram Competition      | 12    | 0      | 1     | 1  | 216  | 3      |
| 2005    | Формула-БМВ США            | EuroInternational     | 12    | 3      | 1     | 2  | 108  | 5      |

```
(1) = Командный зачёт.
```

### Результаты выступлений в Формуле-2
| Легенда к таблице |                                                                    |
| --- | ------------------------------------------------------------------ |
| В таблице перечислены результаты всех гонок, в которых принимал участие гонщик. Строками таблицы являются сезоны, столбцами — этапы соревнований. В каждой клетке указаны сокращённое название этапа и результат, дополнительно обозначенный цветом. Расшифровка обозначений и цветов представлена в нижеследующей таблице. |                                                                    |
| \| Пример \| Описание \| \| ------------ \| ------------------------------------------------------------------ \| \| 1 \| Победитель \| \| 2 \| Второе место \| \| 3 \| Третье место \| \| 5 \| Финишировал, заработав очки \| \| Сход \| Не финишировал, но при этом заработал очки \| \| 12 \| Финишировал, не получив очков \| \| НКЛ \| Финишировал, но не попал в финальную классификацию \| \| 15 \| Участвовал вне зачёта, либо по отдельной классификации \| \| 18 \| Не финишировал, но попал в финальную классификацию \| \| Сход \| Не финишировал \| \| НКВ \| Не прошёл квалификацию \| \| НПКВ \| Не прошёл предквалификацию \| \| ДСК \| Дисквалифицирован \| \| ИСК \| Исключён из протокола соревнований \| \| ТТ \| Заявлен для участия только в тренировках \| \| НС \| Участвовал в квалификации, но не стартовал в гонке \| \| Т \| Травмирован или болен \| \| ОТК \| Отказ от участия \| \| НТР \| Прибыл на соревнования, но на трассу не выезжал \| \| НПР \| Был заявлен в числе участников, но не прибыл к началу соревнований \| \| О \| Соревнования отменены \| \| \| Не участвовал \| \| Поул-позиция \| \| \| Быстрый круг \| \| |                                                                    |
| Пример | Описание                                                           |
| 1 | Победитель                                                         |
| 2 | Второе место                                                       |
| 3 | Третье место                                                       |
| 5 | Финишировал, заработав очки                                        |
| Сход | Не финишировал, но при этом заработал очки                         |
| 12 | Финишировал, не получив очков                                      |
| НКЛ | Финишировал, но не попал в финальную классификацию                 |
| 15 | Участвовал вне зачёта, либо по отдельной классификации             |
| 18 | Не финишировал, но попал в финальную классификацию                 |
| Сход | Не финишировал                                                     |
| НКВ | Не прошёл квалификацию                                             |
| НПКВ | Не прошёл предквалификацию                                         |
| ДСК | Дисквалифицирован                                                  |
| ИСК | Исключён из протокола соревнований                                 |
| ТТ | Заявлен для участия только в тренировках                           |
| НС | Участвовал в квалификации, но не стартовал в гонке                 |
| Т | Травмирован или болен                                              |
| ОТК | Отказ от участия                                                   |
| НТР | Прибыл на соревнования, но на трассу не выезжал                    |
| НПР | Был заявлен в числе участников, но не прибыл к началу соревнований |
| О | Соревнования отменены                                              |
| | Не участвовал                                                      |
| Поул-позиция |                                                                    |
| Быстрый круг |                                                                    |

| Год  | №  | 1          | 2       | 3       | 4       | 5       | 6        | 7       | 8       | 9       | 10         | 11    | 12    | 13    | 14    | 15    | 16    | Место | Очки |
| ---- | -- | ---------- | ------- | ------- | ------- | ------- | -------- | ------- | ------- | ------- | ---------- | ----- | ----- | ----- | ----- | ----- | ----- | ----- | ---- |
| 2009 | 16 | ВАЛ 1 Сход | ВАЛ 2 7 | БРН 1 7 | БРН 2 4 | СПА 1 8 | СПА 2 14 | БРХ 1 8 | БРХ 2 7 | ДОН 1 4 | ДОН 2 Сход | ОШЕ 1 | ОШЕ 2 | ИМО 1 | ИМО 2 | КАТ 1 | КАТ 2 | 10    | 18   |